# 彼得·巴克 (餐饮家)
彼得·巴克（英語：Peter Buck，1930年12月19日—2021年11月18日）是美國的物理學家、餐飲家和慈善家，他是連鎖快餐品牌賽百味的聯合創始人。

## 早年境況
彼得·巴克於1930年12月19日出生在美國緬因州的南波特蘭。1952年，他從緬因州布倫瑞克的鮑登學院本科畢業；隨後他從哥倫比亞大學獲得了物理學的碩士和博士學位。

## 職業生涯

### 聯合創業
1957年至1978年期間，彼得·巴克為幾家公司擔任核物理專家。而在1965年，他向自己的合夥人和世交佛雷德·德魯卡出借了1,000美元並建議他開一家三明治店以支付德魯卡在康乃狄克州布里奇波特橋港大學唸書的學費。他們以彼得·巴克的名字命名了這家店，起名為“巴克的超級潛艇三明治（Pete's Super Submarines）”。

### 個人財富
賽百味在隨後的幾年中持續增長，到2010年成為全球最大的快餐連鎖店，擁有33,749家餐廳。根據2015年的福布斯400富豪榜，巴克的排名為第261位，其估計的淨資產為16億美元。

## 慈善事業
彼得和卡門·露西婭·巴克基金會（PCLB）成立於1999年，是一家私人家族基金會，負責管理家族的慈善事業。該基金會提供支持給網際網路檔案館。

## 個人生活
巴克於1955年與海迪·皮涅羅結婚，後者的父親赫蘇斯·T·皮涅羅是波多黎各第一任本土總督。他們育有三個孩子：克里斯托弗、肯尼思和辛西婭（肯尼思和辛西婭先於他去世）。然而，這段婚姻以離婚告終。後來他與卡門·盧西亞·帕薩吉姆結婚，並育有一個兒子威廉。然而，在2003年，卡門·盧西亞·帕薩吉姆去世之前，他們已經結婚了20多年。
巴克一生都對航空感興趣，多年來，他擁有並駕駛一架滑翔機。此外，他一直是美國翱翔協會和山谷翱翔俱樂部的活躍成員和支持者。
巴克長期居住在康涅狄格州丹伯里。他於2021年11月18日在丹伯里去世，距離他的91歲生日還有一個月。

## 榮譽表彰
2008年，鮑登學院授予巴克榮譽人道文學博士學位。隨後，於2009年，他向鮑登學院捐贈了一筆款項，完成了該學院的資金籌集運動。因此，學院的新健身中心以他的名字命名。